# Harald Lindbergs trappor

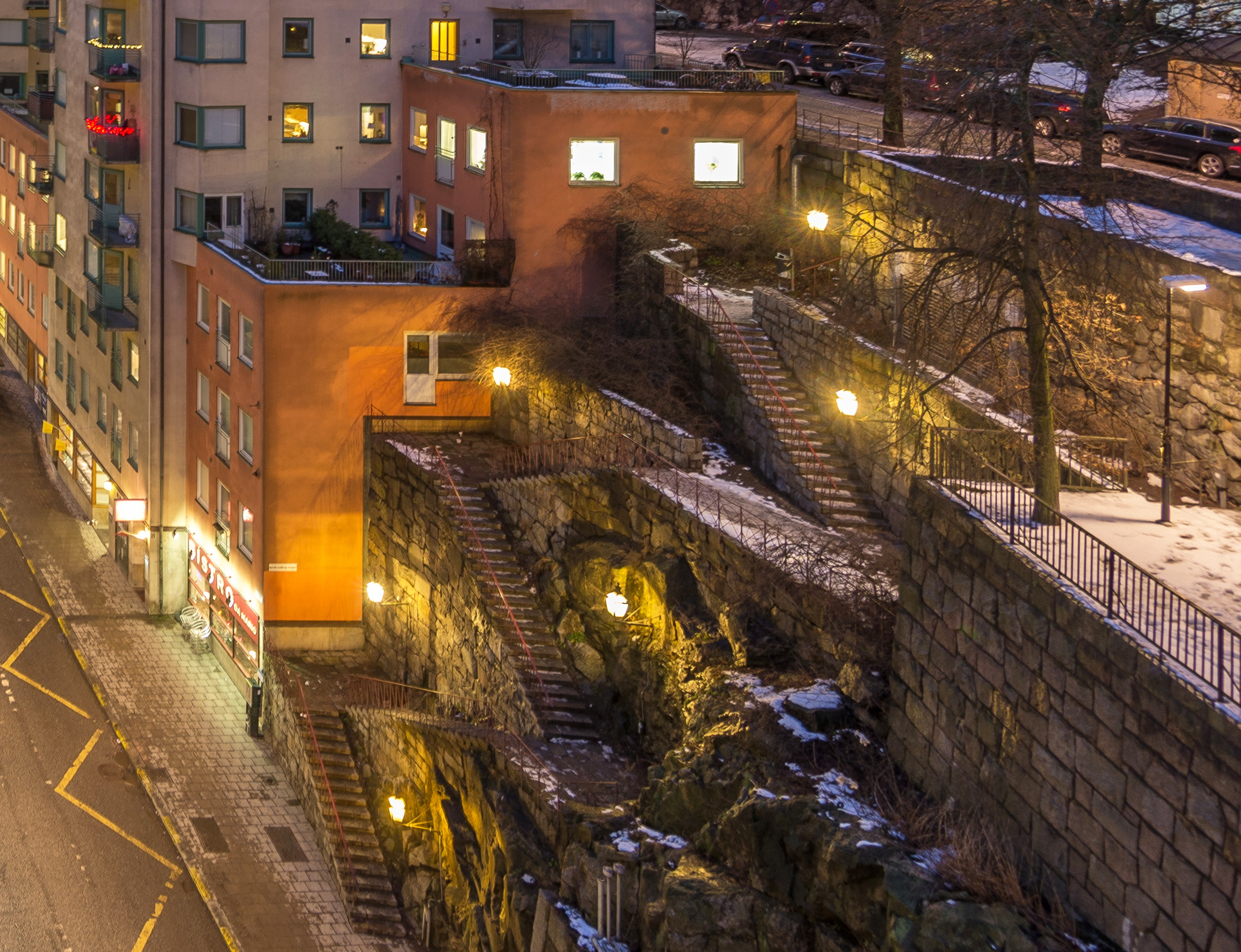
Harald Lindbergs trappor, 2015.

Harald Lindbergs trappor är en offentlig trappa mellan Katarinavägen och Klevgränd på Södermalm i Stockholm. Trappan anlades i början av 1940-talet, och fick sitt nuvarande namn år 2001 efter konstnären Harald Lindberg som hade sin ateljé i Johan Skyttes hus vid närbelägna Södermalmstorg.

## Historik

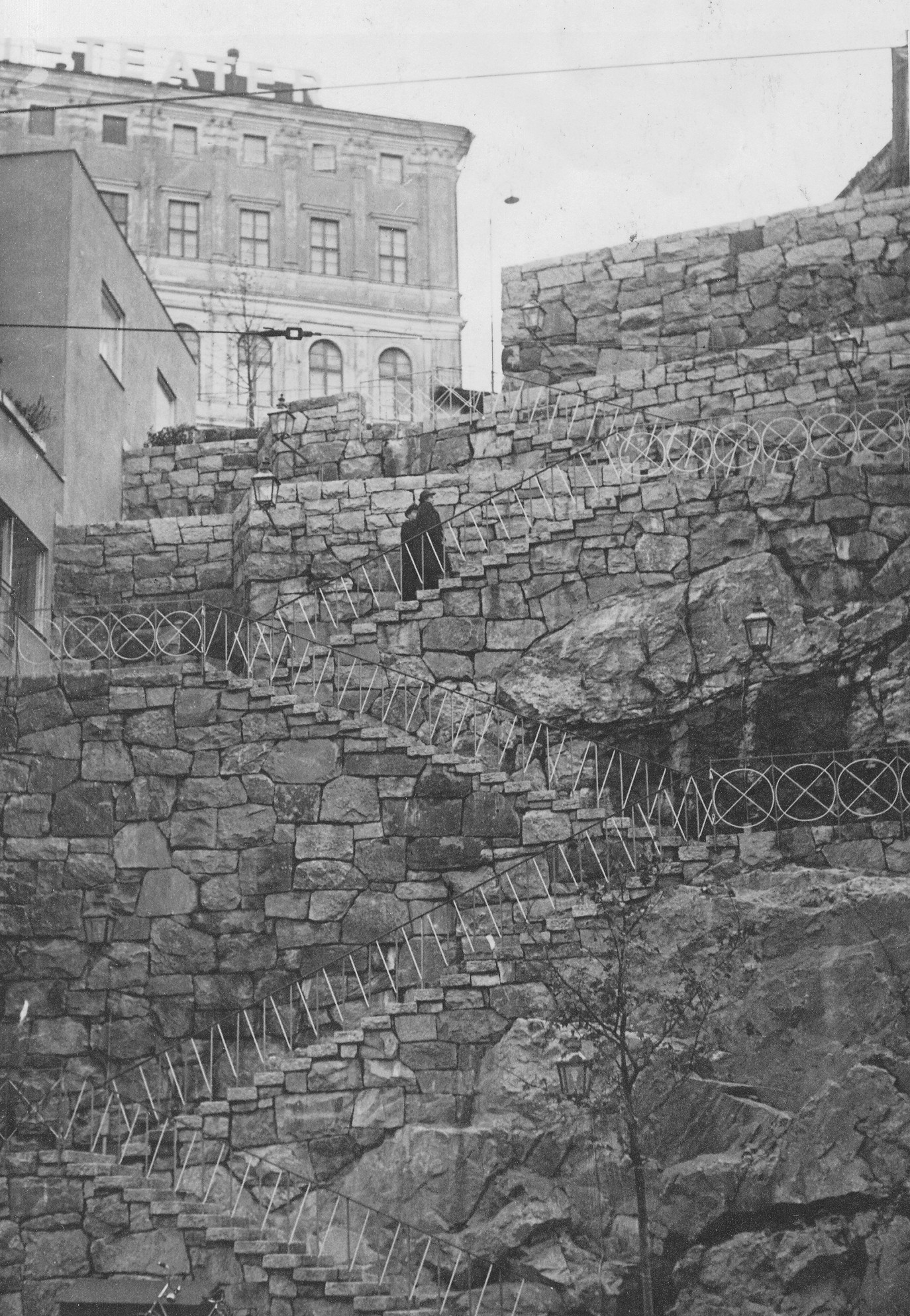
"Nya trappan" 1945.

Ungefär på platsen för nuvarande Harald Lindbergs trappor fanns tidigare Katarina trappa (1885) och Mosebacke trappor (1930) som ledde från dåvarande Stora Glasbruksgatan respektive Katarinavägen upp till Lilla Glasbruksgränd, sedan till Klevgränd och vidare till Urvädersgränd och Mosebacke torg. Den långa trappan och den branta, svårtillgängliga terrängen gav upphov till kvartersnamnen Höga Stigen större och mindre.

## Beskrivning
Harald Lindbergs trappor kom till i samband med regleringen av Katarinavägens södra kvarter när Höga Stigen större ändrades till Prinsen. Fastigheten Prinsen 14 är belägen mellan Katarinavägen 18 och Klevgränd 3 och bebyggdes i början av 1940-talet med ett bostadshus (arkitekt Ernst Grönwall). Då revs den tidigare trappan och ersattes av nuvarande anläggning som stod färdig 1945 och var då namnlös.
Trappan börjar mellan Katarinavägen 18 och P-hus Slussen och går i zick-zack med fem, i sidled förskjutna, trapplopp uppför Katarinaberget som här kallas Tunnelbacken, en liten terrasspark som fick sitt namn 1925 efter Katarinatunneln. Det var en projekterad tunnel för gatutrafik som aldrig byggdes (ej att förväxla med Katarinatunneln för spårtrafik).
Högst upp avslutas anläggningen med ett rakt trapplopp till Klevgränd. Höjdskillnaden mellan Katarinavägen och Klevgränd är 18 meter som övervinns med totalt 119 steg. Trappstegen består av granit och sidorna av dels tuktat natursten, dels det råa berget. Trappräcket är av rödmålat smide. Högt över trappan sträcker sig Katarina gångbro.

## Bilder

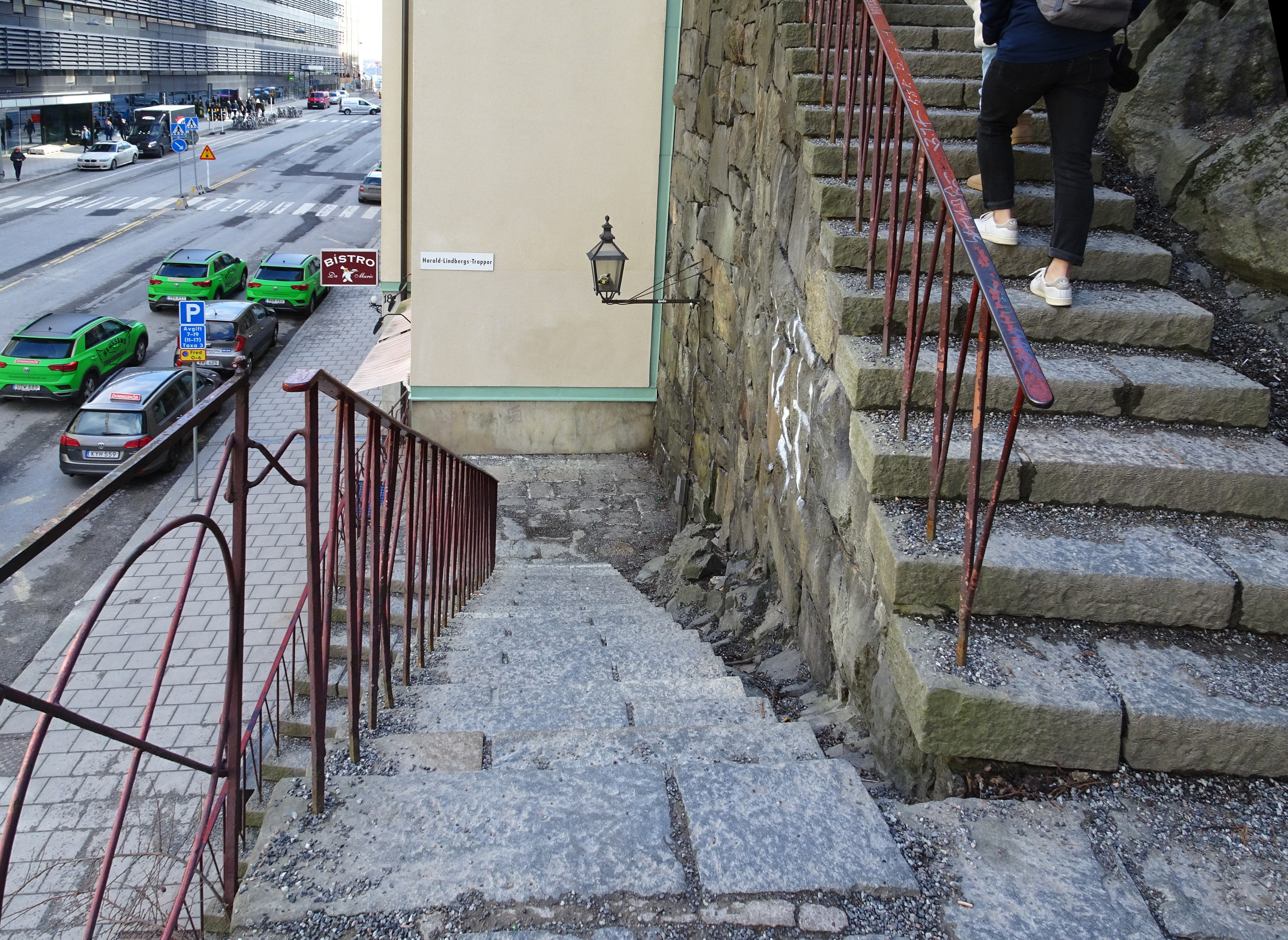
Trappan vid Katarinavägen.
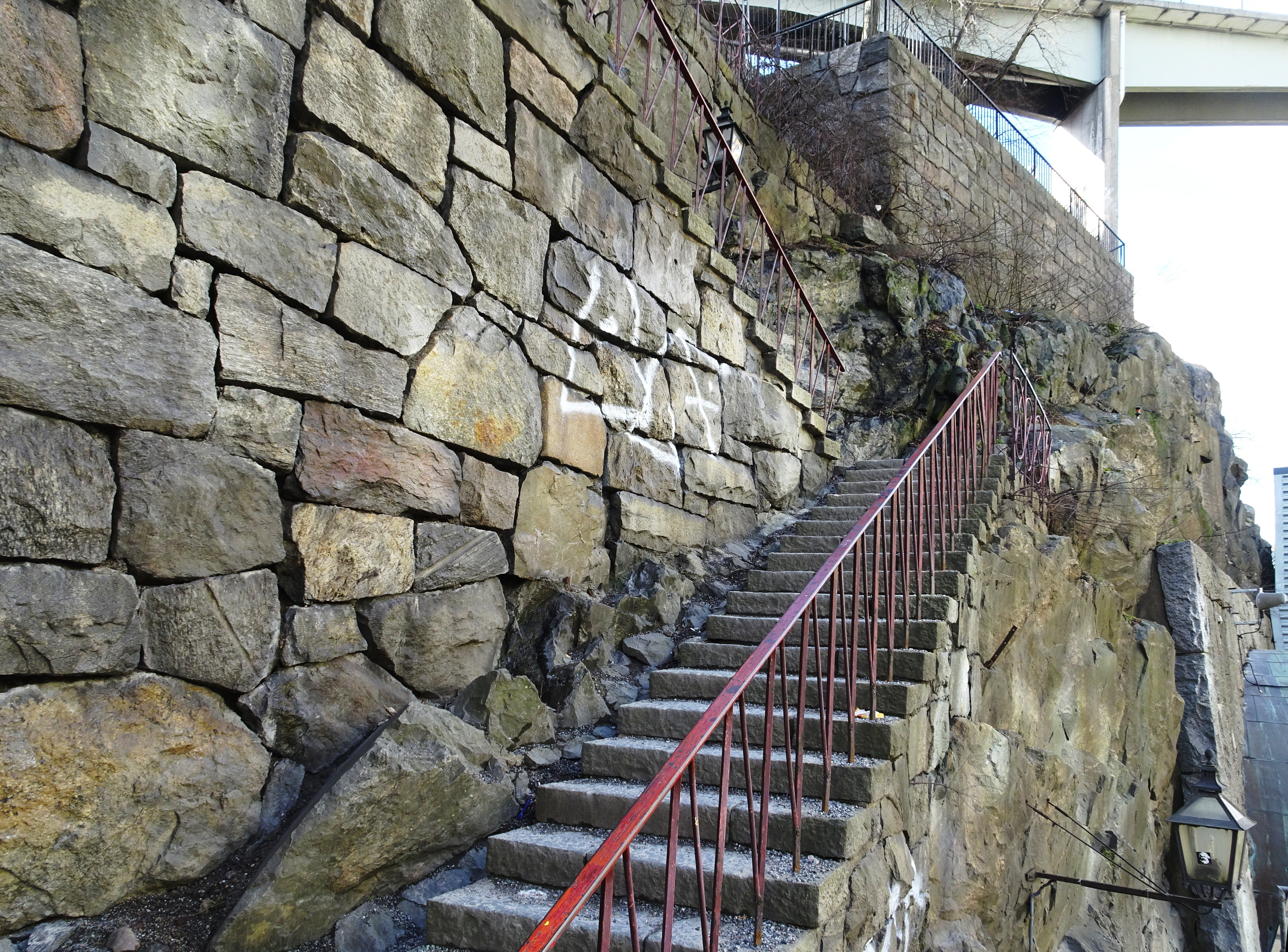
Trappan i höjd med Terrassparken.
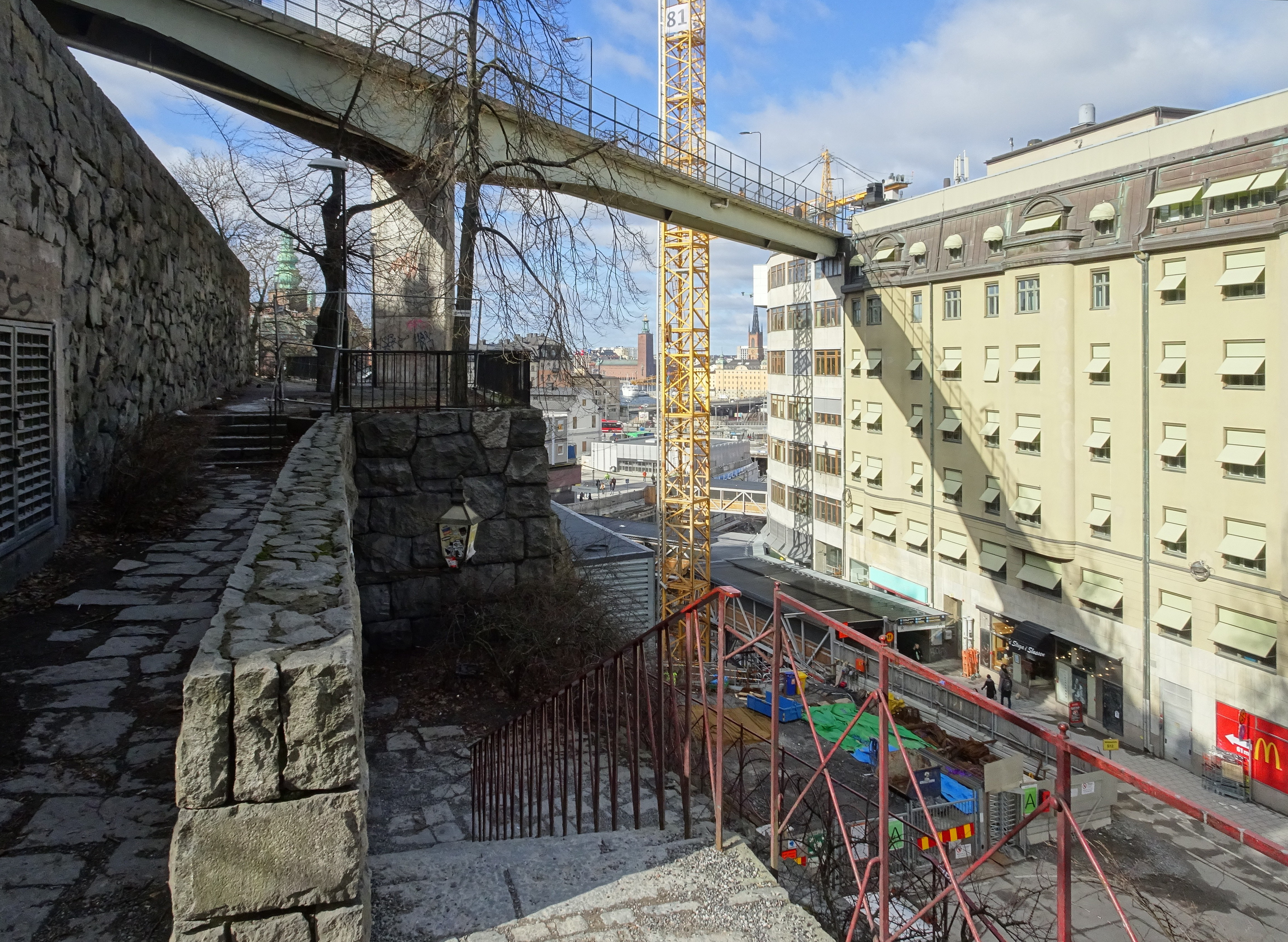
Trappan, Terrassparken och Katarina gångbro.
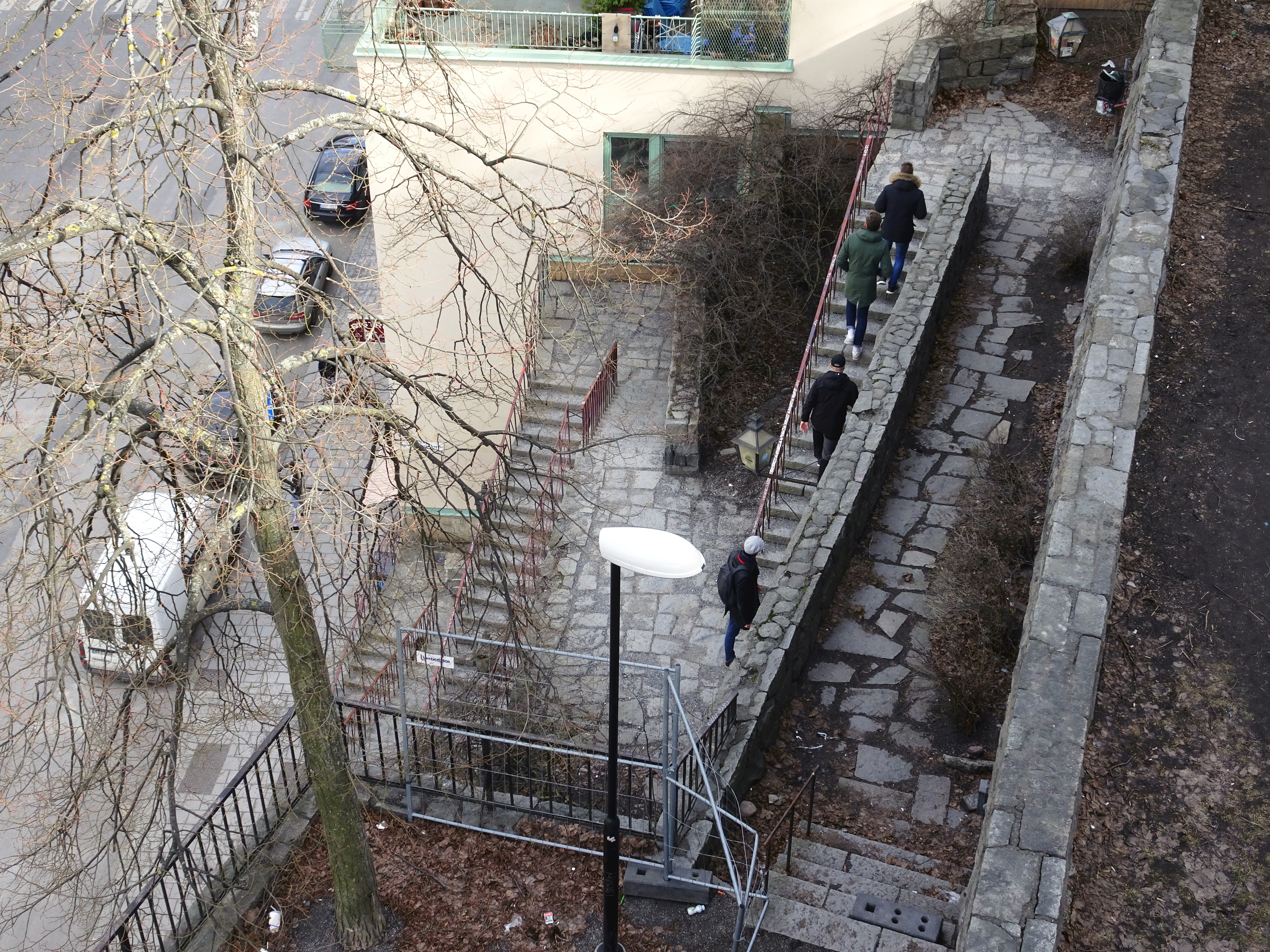
Trappan sedd från Katarina gångbro.

## Andra trappor i närheten
- Borgmästartrappan
- Dihlströms trappor
- Lokattens trappor
- Söderbergs trappor